# 2000
2000是1999與2001間的自然数。
2000是仅用两位罗马数字（MM）能表示的最大的数。

## 2000至2999的數字

### 2000至2249
2000
- 合数，正因數有1、2、4、5、8、10、16、20、25、40、50、80、100、125、200、250、400、500、1000和2000。
質因數分解，{\displaystyle 2^{4}\times 5^{3}}。
- 过剩数，真因數和為2836，盈度為836
- 十进制的等數位數。

2001
- 合数，正因數有1、3、23、29、69、87、667和2001。
質因數分解，{\displaystyle 3\times 23\times 29}。
- 亏数，真因數和為879，虧度為1122
- 无平方数因数的数。
  - 楔形数。
- 十进制的奢侈數。
- 楔形数

2002
- 合数，正因數有1、2、7、11、13、14、22、26、77、91、143、154、182、286、1001和2002。
質因數分解，{\displaystyle 2\times 7\times 11\times 13}。
- 过剩数，真因數和為2030，盈度為28
  - 半完全数，和為本身的其中一組因數為1、 7、 11、 13、 14、 22、 77、 91、 143、 154、 182、 286、 1001。
- 佩服數，佩服因數為14。
- 无平方数因数的数。
- 十进制的奢侈數。
- 迴文數

2003
- 第304個質數。
- 索菲热尔曼质数

2004
- 合数，正因數有1、2、3、4、6、12、167、334、501、668、1002和2004。
質因數分解，{\displaystyle 2^{2}\times 3\times 167}。
- 过剩数，真因數和為2700，盈度為696
  - 半完全数，和為本身的其中一組因數為167、 334、 501、 1002。
- 不尋常數，大於平方根的質因數為167。
- 十进制的奢侈數。

2005
- 合数，正因數有1、5、401和2005。
質因數分解，{\displaystyle 5\times 401}。
- 亏数，真因數和為407，虧度為1598
- 不尋常數，大於平方根的質因數為401。
- 半素数。
- 无平方数因数的数。
- 十进制的等數位數。

2006
- 合数，正因數有1、2、17、34、59、118、1003和2006。
質因數分解，{\displaystyle 2\times 17\times 59}。
- 亏数，真因數和為1234，虧度為772
- 不尋常數，大於平方根的質因數為59。
- 无平方数因数的数。
  - 楔形数。
- 十进制的奢侈數。

2007
- 合数，正因數有1、3、9、223、669和2007。
質因數分解，{\displaystyle 3^{2}\times 223}。
- 亏数，真因數和為905，虧度為1102
- 不尋常數，大於平方根的質因數為223。
- 十进制的奢侈數。

2008
- 合数，正因數有1、2、4、8、251、502、1004和2008。
質因數分解，{\displaystyle 2^{3}\times 251}。
- 亏数，真因數和為1772，虧度為236
- 不尋常數，大於平方根的質因數為251。
- 十进制的奢侈數。
- 二進位中只有一個質數的倒數的循環節長度為2008

2009
- 合数，正因數有1、7、41、49、287和2009。
質因數分解，{\displaystyle 7^{2}\times 41}。
- 亏数，真因數和為385，虧度為1624
- 十进制的等數位數。

2010
- 合数，正因數有1、2、3、5、6、10、15、30、67、134、201、335、402、670、1005和2010。
質因數分解，{\displaystyle 2\times 3\times 5\times 67}。
- 过剩数，真因數和為2886，盈度為876
  - 半完全数，和為本身的其中一組因數為1、 2、 3、 6、 10、 15、 30、 67、 134、 335、 402、 1005。
- 不尋常數，大於平方根的質因數為67。
- 无平方数因数的数。
- 十进制的奢侈數。

2011
- 第305個質數。

2012
- 合数，正因數有1、2、4、503、1006和2012。
質因數分解，{\displaystyle 2^{2}\times 503}。
- 亏数，真因數和為1516，虧度為496
- 不尋常數，大於平方根的質因數為503。
- 十进制的奢侈數。

2013
- 合数，正因數有1、3、11、33、61、183、671和2013。
質因數分解，{\displaystyle 3\times 11\times 61}。
- 亏数，真因數和為963，虧度為1050
- 不尋常數，大於平方根的質因數為61。
- 无平方数因数的数。
  - 楔形数。
- 十进制的奢侈數。

2014
- 合数，正因數有1、2、19、38、53、106、1007和2014。
質因數分解，{\displaystyle 2\times 19\times 53}。
- 亏数，真因數和為1226，虧度為788
- 不尋常數，大於平方根的質因數為53。
- 无平方数因数的数。
  - 楔形数。
- 十进制的奢侈數。
- 楔形数

2015
- 合数，正因數有1、5、13、31、65、155、403和2015。
質因數分解，{\displaystyle 5\times 13\times 31}。
- 亏数，真因數和為673，虧度為1342
- 无平方数因数的数。
  - 楔形数。
- 十进制的奢侈數。

2016
- 合数，正因數有1、2、3、4、6、7、8、9、12、14、16、18、21、24、28、32、36、42、48、56、63、72、84、96、112、126、144、168、224、252、288、336、504、672、1008和2016。
質因數分解，{\displaystyle 2^{5}\times 3^{2}\times 7}。
- 过剩数，真因數和為4536，盈度為2520
- 十进制的奢侈數。
- 三角形数

2017
- 第306個質數。
- 梅坦斯函数零

2018
- 合数，正因數有1、2、1009和2018。
質因數分解，{\displaystyle 2\times 1009}。
- 亏数，真因數和為1012，虧度為1006
- 不尋常數，大於平方根的質因數為1009。
- 半素数。
- 无平方数因数的数。
- 十进制的奢侈數。

2019
- 合数，正因數有1、3、673和2019。
質因數分解，{\displaystyle 3\times 673}。
- 亏数，真因數和為677，虧度為1342
- 不尋常數，大於平方根的質因數為673。
- 半素数。
- 无平方数因数的数。
- 十进制的等數位數。

2020
- 合数，正因數有1、2、4、5、10、20、101、202、404、505、1010和2020。
質因數分解，{\displaystyle 2^{2}\times 5\times 101}。
- 过剩数，真因數和為2264，盈度為244
  - 半完全数，和為本身的其中一組因數為101、 404、 505、 1010。
- 不尋常數，大於平方根的質因數為101。
- 十进制的奢侈數。
- 前81个整数的欧拉函数和

2021
- 合数，正因數有1、43、47和2021。
質因數分解，{\displaystyle 43\times 47}。
- 亏数，真因數和為91，虧度為1930
- 不尋常數，大於平方根的質因數為47。
- 半素数。
- 无平方数因数的数。
- 十进制的等數位數。
- 由連續兩個正整數（20與21）拼合而成，同時又是連續兩個質數（43與47）的乘積。

2022
- 合数，正因數有1、2、3、6、337、674、1011和2022。
質因數分解，{\displaystyle 2\times 3\times 337}。
- 过剩数，真因數和為2034，盈度為12
  - 半完全数，和為本身的其中一組因數為337、 674、 1011。
- 不尋常數，大於平方根的質因數為337。
- 佩服數，佩服因數為6。
- 无平方数因数的数。
  - 楔形数。
- 十进制的奢侈數。

2023
- 合数，正因數有1、7、17、119、289和2023。
質因數分解，{\displaystyle 7\times 17^{2}}。
- 亏数，真因數和為433，虧度為1590
- 十进制的等數位數。

2024
- 合数，正因數有1、2、4、8、11、22、23、44、46、88、92、184、253、506、1012和2024。
質因數分解，{\displaystyle 2^{3}\times 11\times 23}。
- 过剩数，真因數和為2296，盈度為272
  - 半完全数，和為本身的其中一組因數為1、 2、 4、 8、 11、 22、 23、 44、 46、 92、 253、 506、 1012。
- 十进制的奢侈數。
- 四面体数

2025
- 合数，正因數有1、3、5、9、15、25、27、45、75、81、135、225、405、675和2025。
質因數分解，{\displaystyle 3^{4}\times 5^{2}}。
- 亏数，真因數和為1726，虧度為299
- 平方数，為45的平方。
- 十进制的等數位數。
- {\displaystyle 45^{2}}，前9个整数的立方和， 中心八边形数

2026
- 合数，正因數有1、2、1013和2026。
質因數分解，{\displaystyle 2\times 1013}。
- 亏数，真因數和為1016，虧度為1010
- 不尋常數，大於平方根的質因數為1013。
- 半素数。
- 无平方数因数的数。
- 十进制的奢侈數。

2027
- 第307個質數。
  - 孪生素数，為（2027、 2029）
- 安全素数

2028
- 合数，正因數有1、2、3、4、6、12、13、26、39、52、78、156、169、338、507、676、1014和2028。
質因數分解，{\displaystyle 2^{2}\times 3\times 13^{2}}。
- 过剩数，真因數和為3096，盈度為1068
- 十进制的奢侈數。

2029
- 第308個質數。
  - 孪生素数，為（2027、 2029）
- Mian-Chowla数列成员

2030
- 合数，正因數有1、2、5、7、10、14、29、35、58、70、145、203、290、406、1015和2030。
質因數分解，{\displaystyle 2\times 5\times 7\times 29}。
- 过剩数，真因數和為2290，盈度為260
  - 半完全数，和為本身的其中一組因數為1、 2、 5、 7、 14、 29、 58、 203、 290、 406、 1015。
- 无平方数因数的数。
- 十进制的奢侈數。
- {\displaystyle 21^{2}+22^{2}+23^{2}+24^{2}}, {\displaystyle 25^{2}+26^{2}+27^{2}}

2031
- 合数，正因數有1、3、677和2031。
質因數分解，{\displaystyle 3\times 677}。
- 亏数，真因數和為681，虧度為1350
- 不尋常數，大於平方根的質因數為677。
- 半素数。
- 无平方数因数的数。
- 十进制的等數位數。
- 中心五边形数

2032
- 合数，正因數有1、2、4、8、16、127、254、508、1016和2032。
質因數分解，{\displaystyle 2^{4}\times 127}。
- 亏数，真因數和為1936，虧度為96
- 不尋常數，大於平方根的質因數為127。
- 十进制的奢侈數。

2033
- 合数，正因數有1、19、107和2033。
質因數分解，{\displaystyle 19\times 107}。
- 亏数，真因數和為127，虧度為1906
- 不尋常數，大於平方根的質因數為107。
- 半素数。
- 无平方数因数的数。
- 十进制的奢侈數。

2034
- 合数，正因數有1、2、3、6、9、18、113、226、339、678、1017和2034。
質因數分解，{\displaystyle 2\times 3^{2}\times 113}。
- 过剩数，真因數和為2412，盈度為378
  - 半完全数，和為本身的其中一組因數為113、 226、 678、 1017。
- 不尋常數，大於平方根的質因數為113。
- 十进制的奢侈數。

2035
- 合数，正因數有1、5、11、37、55、185、407和2035。
質因數分解，{\displaystyle 5\times 11\times 37}。
- 亏数，真因數和為701，虧度為1334
- 无平方数因数的数。
  - 楔形数。
- 十进制的奢侈數。

2036
- 合数，正因數有1、2、4、509、1018和2036。
質因數分解，{\displaystyle 2^{2}\times 509}。
- 亏数，真因數和為1534，虧度為502
- 不尋常數，大於平方根的質因數為509。
- 十进制的奢侈數。

2037
- 合数，正因數有1、3、7、21、97、291、679和2037。
質因數分解，{\displaystyle 3\times 7\times 97}。
- 亏数，真因數和為1099，虧度為938
- 不尋常數，大於平方根的質因數為97。
- 无平方数因数的数。
  - 楔形数。
- 十进制的等數位數。

2038
- 合数，正因數有1、2、1019和2038。
質因數分解，{\displaystyle 2\times 1019}。
- 亏数，真因數和為1022，虧度為1016
- 不尋常數，大於平方根的質因數為1019。
- 半素数。
- 无平方数因数的数。
- 十进制的奢侈數。

2039
- 第309個質數。
- 索菲热尔曼质数，安全素数

2040
- 合数，正因數有1、2、3、4、5、6、8、10、12、15、17、20、24、30、34、40、51、60、68、85、102、120、136、170、204、255、340、408、510、680、1020和2040。
質因數分解，{\displaystyle 2^{3}\times 3\times 5\times 17}。
- 过剩数，真因數和為4440，盈度為2400
- 十进制的奢侈數。

2041
- 合数，正因數有1、13、157和2041。
質因數分解，{\displaystyle 13\times 157}。
- 亏数，真因數和為171，虧度為1870
- 不尋常數，大於平方根的質因數為157。
- 半素数。
- 无平方数因数的数。
- 十进制的奢侈數。

2042
- 合数，正因數有1、2、1021和2042。
質因數分解，{\displaystyle 2\times 1021}。
- 亏数，真因數和為1024，虧度為1018
- 不尋常數，大於平方根的質因數為1021。
- 半素数。
- 无平方数因数的数。
- 十进制的奢侈數。

2043
- 合数，正因數有1、3、9、227、681和2043。
質因數分解，{\displaystyle 3^{2}\times 227}。
- 亏数，真因數和為921，虧度為1122
- 不尋常數，大於平方根的質因數為227。
- 十进制的奢侈數。

2044
- 合数，正因數有1、2、4、7、14、28、73、146、292、511、1022和2044。
質因數分解，{\displaystyle 2^{2}\times 7\times 73}。
- 过剩数，真因數和為2100，盈度為56
  - 半完全数，和為本身的其中一組因數為73、 146、 292、 511、 1022。
- 不尋常數，大於平方根的質因數為73。
- 佩服數，佩服因數為28。
- 十进制的奢侈數。

2045
- 合数，正因數有1、5、409和2045。
質因數分解，{\displaystyle 5\times 409}。
- 亏数，真因數和為415，虧度為1630
- 不尋常數，大於平方根的質因數為409。
- 半素数。
- 无平方数因数的数。
- 十进制的等數位數。

2046
- 合数，正因數有1、2、3、6、11、22、31、33、62、66、93、186、341、682、1023和2046。
質因數分解，{\displaystyle 2\times 3\times 11\times 31}。
- 过剩数，真因數和為2562，盈度為516
  - 半完全数，和為本身的其中一組因數為1、 6、 22、 31、 33、 62、 186、 682、 1023。
- 无平方数因数的数。
- 十进制的奢侈數。

2047
- 合数，正因數有1、23、89和2047。
質因數分解，{\displaystyle 23\times 89}。
- 亏数，真因數和為113，虧度為1934
- 不尋常數，大於平方根的質因數為89。
- 半素数。
- 无平方数因数的数。
- 十进制的等數位數。
- Super-Poulet数，胡道尔数，十边形数，梅森質數

2048
- 合数，正因數有1、2、4、8、16、32、64、128、256、512、1024和2048。
質因數分解，{\displaystyle 2^{11}}。
- 亏数，真因數和為2047，虧度為1
- 十进制的節儉數。
- 2的幂，同名遊戲

2049
- 合数，正因數有1、3、683和2049。
質因數分解，{\displaystyle 3\times 683}。
- 亏数，真因數和為687，虧度為1362
- 不尋常數，大於平方根的質因數為683。
- 半素数。
- 无平方数因数的数。
- 十进制的等數位數。
- 費馬數

2050
- 合数，正因數有1、2、5、10、25、41、50、82、205、410、1025和2050。
質因數分解，{\displaystyle 2\times 5^{2}\times 41}。
- 亏数，真因數和為1856，虧度為194
- 十进制的奢侈數。

2051
- 合数，正因數有1、7、293和2051。
質因數分解，{\displaystyle 7\times 293}。
- 亏数，真因數和為301，虧度為1750
- 不尋常數，大於平方根的質因數為293。
- 半素数。
- 无平方数因数的数。
- 十进制的等數位數。

2052
- 合数，正因數有1、2、3、4、6、9、12、18、19、27、36、38、54、57、76、108、114、171、228、342、513、684、1026和2052。
質因數分解，{\displaystyle 2^{2}\times 3^{3}\times 19}。
- 过剩数，真因數和為3548，盈度為1496
- 十进制的奢侈數。

2053
- 第310個質數。

2054
- 合数，正因數有1、2、13、26、79、158、1027和2054。
質因數分解，{\displaystyle 2\times 13\times 79}。
- 亏数，真因數和為1306，虧度為748
- 不尋常數，大於平方根的質因數為79。
- 无平方数因数的数。
  - 楔形数。
- 十进制的奢侈數。

2055
- 合数，正因數有1、3、5、15、137、411、685和2055。
質因數分解，{\displaystyle 3\times 5\times 137}。
- 亏数，真因數和為1257，虧度為798
- 不尋常數，大於平方根的質因數為137。
- 无平方数因数的数。
  - 楔形数。
- 十进制的奢侈數。

2056
- 合数，正因數有1、2、4、8、257、514、1028和2056。
質因數分解，{\displaystyle 2^{3}\times 257}。
- 亏数，真因數和為1814，虧度為242
- 不尋常數，大於平方根的質因數為257。
- 十进制的奢侈數。
- n×n幻方的幻方常數和n = 16的n-皇后问题。

2057
- 合数，正因數有1、11、17、121、187和2057。
質因數分解，{\displaystyle 11^{2}\times 17}。
- 亏数，真因數和為337，虧度為1720
- 十进制的奢侈數。

2058
- 合数，正因數有1、2、3、6、7、14、21、42、49、98、147、294、343、686、1029和2058。
質因數分解，{\displaystyle 2\times 3\times 7^{3}}。
- 过剩数，真因數和為2742，盈度為684
  - 半完全数，和為本身的其中一組因數為1、 6、 7、 14、 21、 49、 98、 147、 686、 1029。
- 十进制的等數位數。

2059
- 合数，正因數有1、29、71和2059。
質因數分解，{\displaystyle 29\times 71}。
- 亏数，真因數和為101，虧度為1958
- 不尋常數，大於平方根的質因數為71。
- 半素数。
- 无平方数因数的数。
- 十进制的等數位數。

2060
- 合数，正因數有1、2、4、5、10、20、103、206、412、515、1030和2060。
質因數分解，{\displaystyle 2^{2}\times 5\times 103}。
- 过剩数，真因數和為2308，盈度為248
  - 半完全数，和為本身的其中一組因數為103、 412、 515、 1030。
- 不尋常數，大於平方根的質因數為103。
- 十进制的奢侈數。
- 前82个整数的欧拉函数和

2063
- 第311個質數。
- 索菲热尔曼质数，安全素数

2069
- 第312個質數。
- 索菲热尔曼质数

2070
- 合数，正因數有1、2、3、5、6、9、10、15、18、23、30、45、46、69、90、115、138、207、230、345、414、690、1035和2070。
質因數分解，{\displaystyle 2\times 3^{2}\times 5\times 23}。
- 过剩数，真因數和為3546，盈度為1476
- 普洛尼克数，為45與46的乘積。
- 十进制的奢侈數。
- 普洛尼克数

2080
- 合数，正因數有1、2、4、5、8、10、13、16、20、26、32、40、52、65、80、104、130、160、208、260、416、520、1040和2080。
質因數分解，{\displaystyle 2^{5}\times 5\times 13}。
- 过剩数，真因數和為3212，盈度為1132
- 十进制的奢侈數。
- 三角形数

2093
- 合数，正因數有1、7、13、23、91、161、299和2093。
質因數分解，{\displaystyle 7\times 13\times 23}。
- 亏数，真因數和為595，虧度為1498
- 无平方数因数的数。
  - 楔形数。
- 十进制的奢侈數。
- 梅坦斯函数零

2095
- 合数，正因數有1、5、419和2095。
質因數分解，{\displaystyle 5\times 419}。
- 亏数，真因數和為425，虧度為1670
- 不尋常數，大於平方根的質因數為419。
- 半素数。
- 无平方数因数的数。
- 十进制的等數位數。
- 梅坦斯函数零，十五边形数

2096
- 合数，正因數有1、2、4、8、16、131、262、524、1048和2096。
質因數分解，{\displaystyle 2^{4}\times 131}。
- 亏数，真因數和為1996，虧度為100
- 不尋常數，大於平方根的質因數為131。
- 十进制的奢侈數。
- 梅坦斯函数零

2097
- 合数，正因數有1、3、9、233、699和2097。
質因數分解，{\displaystyle 3^{2}\times 233}。
- 亏数，真因數和為945，虧度為1152
- 不尋常數，大於平方根的質因數為233。
- 十进制的奢侈數。
- 梅坦斯函数零

2099
- 第317個質數。
- 梅坦斯函数零，安全素数，高互補歐拉商數

2100
- 合数，正因數有1、2、3、4、5、6、7、10、12、14、15、20、21、25、28、30、35、42、50、60、70、75、84、100、105、140、150、175、210、300、350、420、525、700、1050和2100。
質因數分解，{\displaystyle 2^{2}\times 3\times 5^{2}\times 7}。
- 过剩数，真因數和為4844，盈度為2744
- 十进制的奢侈數。
- 梅坦斯函数零

2101
- 合数，正因數有1、11、191和2101。
質因數分解，{\displaystyle 11\times 191}。
- 亏数，真因數和為203，虧度為1898
- 不尋常數，大於平方根的質因數為191。
- 半素数。
- 无平方数因数的数。
- 十进制的奢侈數。
- 中心七边形数

2107
- 合数，正因數有1、7、43、49、301和2107。
質因數分解，{\displaystyle 7^{2}\times 43}。
- 亏数，真因數和為401，虧度為1706
- 十进制的等數位數。
- 和2108互为鲁斯-阿伦数对（第一定义）

2108
- 合数，正因數有1、2、4、17、31、34、62、68、124、527、1054和2108。
質因數分解，{\displaystyle 2^{2}\times 17\times 31}。
- 亏数，真因數和為1924，虧度為184
- 十进制的奢侈數。
- 和2107互为鲁斯-阿伦数对（第一定义）

2109
- 合数，正因數有1、3、19、37、57、111、703和2109。
質因數分解，{\displaystyle 3\times 19\times 37}。
- 亏数，真因數和為931，虧度為1178
- 无平方数因数的数。
  - 楔形数。
- 十进制的奢侈數。
- 正方形底金字塔数

2112
- 合数，正因數有1、2、3、4、6、8、11、12、16、22、24、32、33、44、48、64、66、88、96、132、176、192、264、352、528、704、1056和2112。
質因數分解，{\displaystyle 2^{6}\times 3\times 11}。
- 过剩数，真因數和為3984，盈度為1872
- 十进制的奢侈數。
- Rush乐队的突破性专辑

2113
- 第319個質數。
  - 孪生素数，為（2111、 2113）
- 梅坦斯函数零，普罗斯质数

2116
- 合数，正因數有1、2、4、23、46、92、529、1058和2116。
質因數分解，{\displaystyle 2^{2}\times 23^{2}}。
- 亏数，真因數和為1755，虧度為361
- 平方数，為46的平方。
- 十进制的奢侈數。
- {\displaystyle 46^{2}}

2117
- 合数，正因數有1、29、73和2117。
質因數分解，{\displaystyle 29\times 73}。
- 亏数，真因數和為103，虧度為2014
- 不尋常數，大於平方根的質因數為73。
- 半素数。
- 无平方数因数的数。
- 十进制的等數位數。
- 梅坦斯函数零

2119
- 合数，正因數有1、13、163和2119。
質因數分解，{\displaystyle 13\times 163}。
- 亏数，真因數和為177，虧度為1942
- 不尋常數，大於平方根的質因數為163。
- 半素数。
- 无平方数因数的数。
- 十进制的奢侈數。
- 梅坦斯函数零

2120
- 合数，正因數有1、2、4、5、8、10、20、40、53、106、212、265、424、530、1060和2120。
質因數分解，{\displaystyle 2^{3}\times 5\times 53}。
- 过剩数，真因數和為2740，盈度為620
  - 半完全数，和為本身的其中一組因數為1、 4、 8、 40、 106、 212、 265、 424、 1060。
- 不尋常數，大於平方根的質因數為53。
- 十进制的奢侈數。
- 梅坦斯函数零

2122
- 合数，正因數有1、2、1061和2122。
質因數分解，{\displaystyle 2\times 1061}。
- 亏数，真因數和為1064，虧度為1058
- 不尋常數，大於平方根的質因數為1061。
- 半素数。
- 无平方数因数的数。
- 十进制的奢侈數。
- 梅坦斯函数零

2125
- 合数，正因數有1、5、17、25、85、125、425和2125。
質因數分解，{\displaystyle 5^{3}\times 17}。
- 亏数，真因數和為683，虧度為1442
- 十进制的等數位數。
- 九边形数

2127
- 合数，正因數有1、3、709和2127。
質因數分解，{\displaystyle 3\times 709}。
- 亏数，真因數和為713，虧度為1414
- 不尋常數，大於平方根的質因數為709。
- 半素数。
- 无平方数因数的数。
- 十进制的等數位數。
- 前34个质数的和

2129
- 第320個質數。
  - 孪生素数，為（2129、 2131）
- 索菲热尔曼质数

2135
- 合数，正因數有1、5、7、35、61、305、427和2135。
質因數分解，{\displaystyle 5\times 7\times 61}。
- 亏数，真因數和為841，虧度為1294
- 不尋常數，大於平方根的質因數為61。
- 无平方数因数的数。
  - 楔形数。
- 十进制的等數位數。
- 梅坦斯函数零

2136
- 合数，正因數有1、2、3、4、6、8、12、24、89、178、267、356、534、712、1068和2136。
質因數分解，{\displaystyle 2^{3}\times 3\times 89}。
- 过剩数，真因數和為3264，盈度為1128
  - 半完全数，和為本身的其中一組因數為89、 178、 267、 356、 534、 712。
- 不尋常數，大於平方根的質因數為89。
- 十进制的奢侈數。
- 梅坦斯函数零

2138
- 合数，正因數有1、2、1069和2138。
質因數分解，{\displaystyle 2\times 1069}。
- 亏数，真因數和為1072，虧度為1066
- 不尋常數，大於平方根的質因數為1069。
- 半素数。
- 无平方数因数的数。
- 十进制的奢侈數。
- 梅坦斯函数零

2141
- 第323個質數。
  - 孪生素数，為（2141、 2143）
- 索菲热尔曼质数

2142
- 合数，正因數有1、2、3、6、7、9、14、17、18、21、34、42、51、63、102、119、126、153、238、306、357、714、1071和2142。
質因數分解，{\displaystyle 2\times 3^{2}\times 7\times 17}。
- 过剩数，真因數和為3474，盈度為1332
- 十进制的奢侈數。
- 前83个整数的欧拉函数和

2145
- 合数，正因數有1、3、5、11、13、15、33、39、55、65、143、165、195、429、715和2145。
質因數分解，{\displaystyle 3\times 5\times 11\times 13}。
- 亏数，真因數和為1887，虧度為258
- 无平方数因数的数。
- 十进制的奢侈數。
- 三角形数

2162
- 合数，正因數有1、2、23、46、47、94、1081和2162。
質因數分解，{\displaystyle 2\times 23\times 47}。
- 亏数，真因數和為1294，虧度為868
- 不尋常數，大於平方根的質因數為47。
- 无平方数因数的数。
  - 楔形数。
- 普洛尼克数，為46與47的乘積。
- 十进制的奢侈數。
- 普洛尼克数

2166
- 合数，正因數有1、2、3、6、19、38、57、114、361、722、1083和2166。
質因數分解，{\displaystyle 2\times 3\times 19^{2}}。
- 过剩数，真因數和為2406，盈度為240
  - 半完全数，和為本身的其中一組因數為361、 722、 1083。
- 十进制的奢侈數。
- 前84个整数的欧拉函数和

2169
- 合数，正因數有1、3、9、241、723和2169。
質因數分解，{\displaystyle 3^{2}\times 241}。
- 亏数，真因數和為977，虧度為1192
- 不尋常數，大於平方根的質因數為241。
- 十进制的奢侈數。
- 利兰数

2171
- 合数，正因數有1、13、167和2171。
質因數分解，{\displaystyle 13\times 167}。
- 亏数，真因數和為181，虧度為1990
- 不尋常數，大於平方根的質因數為167。
- 半素数。
- 无平方数因数的数。
- 十进制的奢侈數。
- 梅坦斯函数零

2172
- 合数，正因數有1、2、3、4、6、12、181、362、543、724、1086和2172。
質因數分解，{\displaystyle 2^{2}\times 3\times 181}。
- 过剩数，真因數和為2924，盈度為752
  - 半完全数，和為本身的其中一組因數為181、 362、 543、 1086。
- 不尋常數，大於平方根的質因數為181。
- 十进制的奢侈數。
- 梅坦斯函数零

2175
- 合数，正因數有1、3、5、15、25、29、75、87、145、435、725和2175。
質因數分解，{\displaystyle 3\times 5^{2}\times 29}。
- 亏数，真因數和為1545，虧度為630
- 十进制的奢侈數。
- smallest number requiring 143 seventh powers for Waring representation

2176
- 合数，正因數有1、2、4、8、16、17、32、34、64、68、128、136、272、544、1088和2176。
質因數分解，{\displaystyle 2^{7}\times 17}。
- 过剩数，真因數和為2414，盈度為238
  - 半完全数，和為本身的其中一組因數為1、 2、 4、 8、 16、 17、 32、 64、 128、 272、 544、 1088。
- 十进制的等數位數。
- 五边形底金字塔数，中心五边形数

2179
- 第327個質數。
- Wedderburn-Etherington数

2187
- 合数，正因數有1、3、9、27、81、243、729和2187。
質因數分解，{\displaystyle 3^{7}}。
- 亏数，真因數和為1093，虧度為1094
- 十进制的節儉數。
- {\displaystyle 3^{7}}, 吸血鬼数，perfect totient number

2188
- 合数，正因數有1、2、4、547、1094和2188。
質因數分解，{\displaystyle 2^{2}\times 547}。
- 亏数，真因數和為1648，虧度為540
- 不尋常數，大於平方根的質因數為547。
- 十进制的奢侈數。
- Motzkin数

2197
- 合数，正因數有1、13、169和2197。
質因數分解，{\displaystyle 13^{3}}。
- 亏数，真因數和為183，虧度為2014
- 十进制的節儉數。
- {\displaystyle 13^{3}}

2199
- 合数，正因數有1、3、733和2199。
質因數分解，{\displaystyle 3\times 733}。
- 亏数，真因數和為737，虧度為1462
- 不尋常數，大於平方根的質因數為733。
- 半素数。
- 无平方数因数的数。
- 十进制的等數位數。
- perfect totient number

2205
- 合数，正因數有1、3、5、7、9、15、21、35、45、49、63、105、147、245、315、441、735和2205。
質因數分解，{\displaystyle 3^{2}\times 5\times 7^{2}}。
- 过剩数，真因數和為2241，盈度為36
- 十进制的奢侈數。
- 奇过剩数

2207
- 第329個質數。
- 安全素数，卢卡斯素数

2208
- 合数，正因數有1、2、3、4、6、8、12、16、23、24、32、46、48、69、92、96、138、184、276、368、552、736、1104和2208。
質因數分解，{\displaystyle 2^{5}\times 3\times 23}。
- 过剩数，真因數和為3840，盈度為1632
- 十进制的奢侈數。
- 基思数

2209
- 合数，正因數有1、47和2209。
質因數分解，{\displaystyle 47^{2}}。
- 亏数，真因數和為48，虧度為2161
- 半素数。
- 平方数，為47的平方。
- 十进制的節儉數。
- {\displaystyle 47^{2}}，中心八边形数

2211
- 合数，正因數有1、3、11、33、67、201、737和2211。
質因數分解，{\displaystyle 3\times 11\times 67}。
- 亏数，真因數和為1053，虧度為1158
- 不尋常數，大於平方根的質因數為67。
- 无平方数因数的数。
  - 楔形数。
- 十进制的奢侈數。
- 三角形数

2222
- 合数，正因數有1、2、11、22、101、202、1111和2222。
質因數分解，{\displaystyle 2\times 11\times 101}。
- 亏数，真因數和為1450，虧度為772
- 不尋常數，大於平方根的質因數為101。
- 无平方数因数的数。
  - 楔形数。
- 十进制的奢侈數。
- 直線數

2223
- 合数，正因數有1、3、9、13、19、39、57、117、171、247、741和2223。
質因數分解，{\displaystyle 3^{2}\times 13\times 19}。
- 亏数，真因數和為1417，虧度為806
- 十进制的奢侈數。
- 卡布列克数

2230
- 合数，正因數有1、2、5、10、223、446、1115和2230。
質因數分解，{\displaystyle 2\times 5\times 223}。
- 亏数，真因數和為1802，虧度為428
- 不尋常數，大於平方根的質因數為223。
- 无平方数因数的数。
  - 楔形数。
- 十进制的奢侈數。
- 前85个整数的欧拉函数和

2232
- 合数，正因數有1、2、3、4、6、8、9、12、18、24、31、36、62、72、93、124、186、248、279、372、558、744、1116和2232。
質因數分解，{\displaystyle 2^{3}\times 3^{2}\times 31}。
- 过剩数，真因數和為4008，盈度為1776
- 十进制的奢侈數。
- 十边形数

### 2250至2499
2254
- 合数，正因數有1、2、7、14、23、46、49、98、161、322、1127和2254。
質因數分解，{\displaystyle 2\times 7^{2}\times 23}。
- 亏数，真因數和為1850，虧度為404
- 十进制的奢侈數。
- Mian-Chowla数列成员

2255
- 合数，正因數有1、5、11、41、55、205、451和2255。
質因數分解，{\displaystyle 5\times 11\times 41}。
- 亏数，真因數和為769，虧度為1486
- 无平方数因数的数。
  - 楔形数。
- 十进制的奢侈數。
- 八面体数

2256
- 合数，正因數有1、2、3、4、6、8、12、16、24、47、48、94、141、188、282、376、564、752、1128和2256。
質因數分解，{\displaystyle 2^{4}\times 3\times 47}。
- 过剩数，真因數和為3696，盈度為1440
- 普洛尼克数，為47與48的乘積。
- 十进制的奢侈數。
- 普洛尼克数

2262
- 合数，正因數有1、2、3、6、13、26、29、39、58、78、87、174、377、754、1131和2262。
質因數分解，{\displaystyle 2\times 3\times 13\times 29}。
- 过剩数，真因數和為2778，盈度為516
  - 半完全数，和為本身的其中一組因數為1、 2、 6、 13、 26、 29、 39、 87、 174、 754、 1131。
- 无平方数因数的数。
- 十进制的奢侈數。
- 農曆有閏正月年份

2269
- 第337個質數。
  - 孪生素数，為（2267、 2269）
- 立方质数

2272
- 合数，正因數有1、2、4、8、16、32、71、142、284、568、1136和2272。
質因數分解，{\displaystyle 2^{5}\times 71}。
- 亏数，真因數和為2264，虧度為8
- 不尋常數，大於平方根的質因數為71。
- 十进制的等數位數。
- 前86个整数的欧拉函数和

2273
- 第338個質數。
- 索菲热尔曼质数

2276
- 合数，正因數有1、2、4、569、1138和2276。
質因數分解，{\displaystyle 2^{2}\times 569}。
- 亏数，真因數和為1714，虧度為562
- 不尋常數，大於平方根的質因數為569。
- 十进制的奢侈數。
- 前35个质数和，中心七边形数

2278
- 合数，正因數有1、2、17、34、67、134、1139和2278。
質因數分解，{\displaystyle 2\times 17\times 67}。
- 亏数，真因數和為1394，虧度為884
- 不尋常數，大於平方根的質因數為67。
- 无平方数因数的数。
  - 楔形数。
- 十进制的奢侈數。
- 三角形数

2287
- 第340個質數。
- 平衡质数

2294
- 合数，正因數有1、2、31、37、62、74、1147和2294。
質因數分解，{\displaystyle 2\times 31\times 37}。
- 亏数，真因數和為1354，虧度為940
- 无平方数因数的数。
  - 楔形数。
- 十进制的奢侈數。
- 梅坦斯函数零

2295
- 合数，正因數有1、3、5、9、15、17、27、45、51、85、135、153、255、459、765和2295。
質因數分解，{\displaystyle 3^{3}\times 5\times 17}。
- 亏数，真因數和為2025，虧度為270
- 十进制的奢侈數。
- 梅坦斯函数零

2296
- 合数，正因數有1、2、4、7、8、14、28、41、56、82、164、287、328、574、1148和2296。
質因數分解，{\displaystyle 2^{3}\times 7\times 41}。
- 过剩数，真因數和為2744，盈度為448
  - 半完全数，和為本身的其中一組因數為1、 4、 7、 14、 41、 56、 164、 287、 574、 1148。
- 十进制的奢侈數。
- 梅坦斯函数零

2299
- 合数，正因數有1、11、19、121、209和2299。
質因數分解，{\displaystyle 11^{2}\times 19}。
- 亏数，真因數和為361，虧度為1938
- 十进制的奢侈數。
- 和2300互为鲁斯-阿伦数对（第一定义）

2300
- 合数，正因數有1、2、4、5、10、20、23、25、46、50、92、100、115、230、460、575、1150和2300。
質因數分解，{\displaystyle 2^{2}\times 5^{2}\times 23}。
- 过剩数，真因數和為2908，盈度為608
- 十进制的奢侈數。
- 四面体数，和2299互为鲁斯-阿伦数对（第一定义）

2301
- 合数，正因數有1、3、13、39、59、177、767和2301。
質因數分解，{\displaystyle 3\times 13\times 59}。
- 亏数，真因數和為1059，虧度為1242
- 不尋常數，大於平方根的質因數為59。
- 无平方数因数的数。
  - 楔形数。
- 十进制的奢侈數。
- 九边形数

2304
- 合数，正因數有1、2、3、4、6、8、9、12、16、18、24、32、36、48、64、72、96、128、144、192、256、288、384、576、768、1152和2304。
質因數分解，{\displaystyle 2^{8}\times 3^{2}}。
- 过剩数，真因數和為4339，盈度為2035
- 平方数，為48的平方。
- 十进制的等數位數。
- {\displaystyle 48^{2}}

2306
- 合数，正因數有1、2、1153和2306。
質因數分解，{\displaystyle 2\times 1153}。
- 亏数，真因數和為1156，虧度為1150
- 不尋常數，大於平方根的質因數為1153。
- 半素数。
- 无平方数因数的数。
- 十进制的奢侈數。
- 梅坦斯函数零

2309
- 第343個質數。
  - 孪生素数，為（2309、 2311）
- primorial prime，梅坦斯函数零，highly cototient number

2310
- 合数，正因數有1、2、3、5、6、7、10、11、14、15、21、22、30、33、35、42、55、66、70、77、105、110、154、165、210、231、330、385、462、770、1155和2310。
質因數分解，{\displaystyle 2\times 3\times 5\times 7\times 11}。
- 过剩数，真因數和為4602，盈度為2292
- 无平方数因数的数。
- 十进制的奢侈數。
- 第五个质数阶乘

2311
- 第344個質數。
  - 孪生素数，為（2309、 2311）
- primorial prime

2321
- 合数，正因數有1、11、211和2321。
質因數分解，{\displaystyle 11\times 211}。
- 亏数，真因數和為223，虧度為2098
- 不尋常數，大於平方根的質因數為211。
- 半素数。
- 无平方数因数的数。
- 十进制的奢侈數。
- 梅坦斯函数零

2322
- 合数，正因數有1、2、3、6、9、18、27、43、54、86、129、258、387、774、1161和2322。
質因數分解，{\displaystyle 2\times 3^{3}\times 43}。
- 过剩数，真因數和為2958，盈度為636
  - 半完全数，和為本身的其中一組因數為2、 3、 9、 18、 43、 54、 258、 774、 1161。
- 十进制的奢侈數。
- 梅坦斯函数零

2326
- 合数，正因數有1、2、1163和2326。
質因數分解，{\displaystyle 2\times 1163}。
- 亏数，真因數和為1166，虧度為1160
- 不尋常數，大於平方根的質因數為1163。
- 半素数。
- 无平方数因数的数。
- 十进制的奢侈數。
- 中心五边形数

2328
- 合数，正因數有1、2、3、4、6、8、12、24、97、194、291、388、582、776、1164和2328。
質因數分解，{\displaystyle 2^{3}\times 3\times 97}。
- 过剩数，真因數和為3552，盈度為1224
  - 半完全数，和為本身的其中一組因數為97、 194、 291、 388、 582、 776。
- 不尋常數，大於平方根的質因數為97。
- 十进制的奢侈數。
- 前87个整数的欧拉函数和

2331
- 合数，正因數有1、3、7、9、21、37、63、111、259、333、777和2331。
質因數分解，{\displaystyle 3^{2}\times 7\times 37}。
- 亏数，真因數和為1621，虧度為710
- 十进制的奢侈數。
- 中心立方体数

2338
- 合数，正因數有1、2、7、14、167、334、1169和2338。
質因數分解，{\displaystyle 2\times 7\times 167}。
- 亏数，真因數和為1694，虧度為644
- 不尋常數，大於平方根的質因數為167。
- 无平方数因数的数。
  - 楔形数。
- 十进制的奢侈數。
- 梅坦斯函数零

2339
- 第346個質數。
  - 孪生素数，為（2339、 2341）
- 索菲热尔曼质数

2345
- 合数，正因數有1、5、7、35、67、335、469和2345。
質因數分解，{\displaystyle 5\times 7\times 67}。
- 亏数，真因數和為919，虧度為1426
- 不尋常數，大於平方根的質因數為67。
- 无平方数因数的数。
  - 楔形数。
- 十进制的等數位數。
- 直線數

2346
- 合数，正因數有1、2、3、6、17、23、34、46、51、69、102、138、391、782、1173和2346。
質因數分解，{\displaystyle 2\times 3\times 17\times 23}。
- 过剩数，真因數和為2838，盈度為492
  - 半完全数，和為本身的其中一組因數為2、 6、 17、 23、 34、 69、 102、 138、 782、 1173。
- 无平方数因数的数。
- 十进制的奢侈數。
- 三角形数

2351
- 第349個質數。
- 索菲热尔曼质数

2352
- 合数，正因數有1、2、3、4、6、7、8、12、14、16、21、24、28、42、48、49、56、84、98、112、147、168、196、294、336、392、588、784、1176和2352。
質因數分解，{\displaystyle 2^{4}\times 3\times 7^{2}}。
- 过剩数，真因數和為4716，盈度為2364
- 普洛尼克数，為48與49的乘積。
- 十进制的奢侈數。
- 普洛尼克数

2357
- 第350個質數。
- Smarandache-Wellin素数，農曆有閏正月年份

2368
- 合数，正因數有1、2、4、8、16、32、37、64、74、148、296、592、1184和2368。
質因數分解，{\displaystyle 2^{6}\times 37}。
- 过剩数，真因數和為2458，盈度為90
  - 半完全数，和為本身的其中一組因數為1、 2、 4、 8、 32、 37、 64、 148、 296、 592、 1184。
- 十进制的等數位數。
- 前88个整数的欧拉函数和

2378
- 合数，正因數有1、2、29、41、58、82、1189和2378。
質因數分解，{\displaystyle 2\times 29\times 41}。
- 亏数，真因數和為1402，虧度為976
- 无平方数因数的数。
  - 楔形数。
- 十进制的奢侈數。
- Pell数

2379
- 合数，正因數有1、3、13、39、61、183、793和2379。
質因數分解，{\displaystyle 3\times 13\times 61}。
- 亏数，真因數和為1093，虧度為1286
- 不尋常數，大於平方根的質因數為61。
- 无平方数因数的数。
  - 楔形数。
- 十进制的奢侈數。
- Mian-Chowla数列成员

2393
- 第356個質數。
- 索菲热尔曼质数

2397
- 合数，正因數有1、3、17、47、51、141、799和2397。
質因數分解，{\displaystyle 3\times 17\times 47}。
- 亏数，真因數和為1059，虧度為1338
- 无平方数因数的数。
  - 楔形数。
- 十进制的奢侈數。
- 前10个质数的平方和

2399
- 第357個質數。
- 索菲热尔曼质数

2400
- 合数，正因數有1、2、3、4、5、6、8、10、12、15、16、20、24、25、30、32、40、48、50、60、75、80、96、100、120、150、160、200、240、300、400、480、600、800、1200和2400。
質因數分解，{\displaystyle 2^{5}\times 3\times 5^{2}}。
- 过剩数，真因數和為5412，盈度為3012
- 十进制的奢侈數。
- 2005年后执行的SAT测验的满分

2401
- 合数，正因數有1、7、49、343和2401。
質因數分解，{\displaystyle 7^{4}}。
- 亏数，真因數和為400，虧度為2001
- 平方数，為49的平方。
- 十进制的節儉數。
- {\displaystyle 7^{4}}, {\displaystyle 49^{2}}，中心八边形数

2415
- 合数，正因數有1、3、5、7、15、21、23、35、69、105、115、161、345、483、805和2415。
質因數分解，{\displaystyle 3\times 5\times 7\times 23}。
- 亏数，真因數和為2193，虧度為222
- 无平方数因数的数。
- 十进制的奢侈數。
- 三角形数

2417
- 第359個質數。
- 平衡质数

2425
- 合数，正因數有1、5、25、97、485和2425。
質因數分解，{\displaystyle 5^{2}\times 97}。
- 亏数，真因數和為613，虧度為1812
- 不尋常數，大於平方根的質因數為97。
- 十进制的等數位數。
- 十边形数

2427
- 合数，正因數有1、3、809和2427。
質因數分解，{\displaystyle 3\times 809}。
- 亏数，真因數和為813，虧度為1614
- 不尋常數，大於平方根的質因數為809。
- 半素数。
- 无平方数因数的数。
- 十进制的等數位數。
- 前36个质数和

2437
- 第361個質數。
- 立方质数

2447
- 第363個質數。
- 安全素数

2450
- 合数，正因數有1、2、5、7、10、14、25、35、49、50、70、98、175、245、350、490、1225和2450。
質因數分解，{\displaystyle 2\times 5^{2}\times 7^{2}}。
- 过剩数，真因數和為2851，盈度為401
- 普洛尼克数，為49與50的乘積。
- 十进制的奢侈數。
- 普洛尼克数

2456
- 合数，正因數有1、2、4、8、307、614、1228和2456。
質因數分解，{\displaystyle 2^{3}\times 307}。
- 亏数，真因數和為2164，虧度為292
- 不尋常數，大於平方根的質因數為307。
- 十进制的奢侈數。
- 前89个整数的欧拉函数和

2458
- 合数，正因數有1、2、1229和2458。
質因數分解，{\displaystyle 2\times 1229}。
- 亏数，真因數和為1232，虧度為1226
- 不尋常數，大於平方根的質因數為1229。
- 半素数。
- 无平方数因数的数。
- 十进制的奢侈數。
- 中心七边形数

2459
- 第364個質數。
- 索菲热尔曼质数，安全素数

2465
- 合数，正因數有1、5、17、29、85、145、493和2465。
質因數分解，{\displaystyle 5\times 17\times 29}。
- 亏数，真因數和為775，虧度為1690
- 无平方数因数的数。
  - 楔形数。
- 十进制的奢侈數。
- n×n幻方的magic constant和n = 17的n-皇后问题，卡迈克尔数

2468
- 合数，正因數有1、2、4、617、1234和2468。
質因數分解，{\displaystyle 2^{2}\times 617}。
- 亏数，真因數和為1858，虧度為610
- 不尋常數，大於平方根的質因數為617。
- 十进制的奢侈數。
- 直線數

2470
- 合数，正因數有1、2、5、10、13、19、26、38、65、95、130、190、247、494、1235和2470。
質因數分解，{\displaystyle 2\times 5\times 13\times 19}。
- 过剩数，真因數和為2570，盈度為100
  - 半完全数，和為本身的其中一組因數為1、 2、 10、 13、 19、 26、 38、 65、 130、 190、 247、 494、 1235。
- 无平方数因数的数。
- 十进制的奢侈數。
- 正方形底金字塔数

2480
- 合数，正因數有1、2、4、5、8、10、16、20、31、40、62、80、124、155、248、310、496、620、1240和2480。
質因數分解，{\displaystyle 2^{4}\times 5\times 31}。
- 过剩数，真因數和為3472，盈度為992
- 佩服數，佩服因數為496。
- 十进制的奢侈數。
- 前90个整数的欧拉函数和

2481
- 合数，正因數有1、3、827和2481。
質因數分解，{\displaystyle 3\times 827}。
- 亏数，真因數和為831，虧度為1650
- 不尋常數，大於平方根的質因數為827。
- 半素数。
- 无平方数因数的数。
- 十进制的等數位數。
- 中心五边形数

2484
- 合数，正因數有1、2、3、4、6、9、12、18、23、27、36、46、54、69、92、108、138、207、276、414、621、828、1242和2484。
質因數分解，{\displaystyle 2^{2}\times 3^{3}\times 23}。
- 过剩数，真因數和為4236，盈度為1752
- 十进制的奢侈數。
- 九边形数

2485
- 合数，正因數有1、5、7、35、71、355、497和2485。
質因數分解，{\displaystyle 5\times 7\times 71}。
- 亏数，真因數和為971，虧度為1514
- 不尋常數，大於平方根的質因數為71。
- 无平方数因数的数。
  - 楔形数。
- 十进制的等數位數。
- 三角形数

2491
- 合数，正因數有1、47、53和2491。
質因數分解，{\displaystyle 47\times 53}。
- 亏数，真因數和為101，虧度為2390
- 不尋常數，大於平方根的質因數為53。
- 半素数。
- 无平方数因数的数。
- 十进制的等數位數。
- 和2492互为鲁斯-阿伦数对（第二定义）

2492
- 合数，正因數有1、2、4、7、14、28、89、178、356、623、1246和2492。
質因數分解，{\displaystyle 2^{2}\times 7\times 89}。
- 过剩数，真因數和為2548，盈度為56
  - 半完全数，和為本身的其中一組因數為89、 178、 356、 623、 1246。
- 不尋常數，大於平方根的質因數為89。
- 佩服數，佩服因數為28。
- 十进制的奢侈數。
- 和2491互为鲁斯-阿伦数对（第二定义）

### 2500至2749
2500
- 合数，正因數有1、2、4、5、10、20、25、50、100、125、250、500、625、1250和2500。
質因數分解，{\displaystyle 2^{2}\times 5^{4}}。
- 过剩数，真因數和為2967，盈度為467
  - 半完全数，和為本身的其中一組因數為1、 4、 20、 100、 500、 625、 1250。
- 平方数，為50的平方。
- 十进制的等數位數。
- {\displaystyle 50^{2}}

2501
- 合数，正因數有1、41、61和2501。
質因數分解，{\displaystyle 41\times 61}。
- 亏数，真因數和為103，虧度為2398
- 不尋常數，大於平方根的質因數為61。
- 半素数。
- 无平方数因数的数。
- 十进制的等數位數。
- 梅坦斯函数零

2502
- 合数，正因數有1、2、3、6、9、18、139、278、417、834、1251和2502。
質因數分解，{\displaystyle 2\times 3^{2}\times 139}。
- 过剩数，真因數和為2958，盈度為456
  - 半完全数，和為本身的其中一組因數為139、 278、 834、 1251。
- 不尋常數，大於平方根的質因數為139。
- 十进制的奢侈數。
- 梅坦斯函数零

2510
- 合数，正因數有1、2、5、10、251、502、1255和2510。
質因數分解，{\displaystyle 2\times 5\times 251}。
- 亏数，真因數和為2026，虧度為484
- 不尋常數，大於平方根的質因數為251。
- 无平方数因数的数。
  - 楔形数。
- 十进制的奢侈數。
- Mian-Chowla数列成员

2513
- 合数，正因數有1、7、359和2513。
質因數分解，{\displaystyle 7\times 359}。
- 亏数，真因數和為367，虧度為2146
- 不尋常數，大於平方根的質因數為359。
- 半素数。
- 无平方数因数的数。
- 十进制的等數位數。
- 巴都万数列成员

2517
- 合数，正因數有1、3、839和2517。
質因數分解，{\displaystyle 3\times 839}。
- 亏数，真因數和為843，虧度為1674
- 不尋常數，大於平方根的質因數為839。
- 半素数。
- 无平方数因数的数。
- 十进制的等數位數。
- 梅坦斯函数零

2519
- 合数，正因數有1、11、229和2519。
質因數分解，{\displaystyle 11\times 229}。
- 亏数，真因數和為241，虧度為2278
- 不尋常數，大於平方根的質因數為229。
- 半素数。
- 无平方数因数的数。
- 十进制的奢侈數。
- 最小的被10除余9，被9除余8，被7除余6，以此类推直到被2除余1的数

2520
- 合数，正因數有1、2、3、4、5、6、7、8、9、10、12、14、15、18、20、21、24、28、30、35、36、40、42、45、56、60、63、70、72、84、90、105、120、126、140、168、180、210、252、280、315、360、420、504、630、840、1260和2520。
質因數分解，{\displaystyle 2^{3}\times 3^{2}\times 5\times 7}。
- 过剩数，真因數和為6840，盈度為4320
- 十进制的奢侈數。
- 高合成数，最小的能够被10以下（含）所有自然数整除的数，colossally abundant number，若干进制的哈沙德数，農曆有閏正月年份

2521
- 第369個質數。
- 最小的被2到10除都余1的数

2522
- 合数，正因數有1、2、13、26、97、194、1261和2522。
質因數分解，{\displaystyle 2\times 13\times 97}。
- 亏数，真因數和為1594，虧度為928
- 不尋常數，大於平方根的質因數為97。
- 无平方数因数的数。
  - 楔形数。
- 十进制的奢侈數。
- 梅坦斯函数零

2523
- 合数，正因數有1、3、29、87、841和2523。
質因數分解，{\displaystyle 3\times 29^{2}}。
- 亏数，真因數和為961，虧度為1562
- 十进制的等數位數。
- 梅坦斯函数零

2524
- 合数，正因數有1、2、4、631、1262和2524。
質因數分解，{\displaystyle 2^{2}\times 631}。
- 亏数，真因數和為1900，虧度為624
- 不尋常數，大於平方根的質因數為631。
- 十进制的奢侈數。
- 梅坦斯函数零

2525
- 合数，正因數有1、5、25、101、505和2525。
質因數分解，{\displaystyle 5^{2}\times 101}。
- 亏数，真因數和為637，虧度為1888
- 不尋常數，大於平方根的質因數為101。
- 十进制的奢侈數。
- 梅坦斯函数零

2530
- 合数，正因數有1、2、5、10、11、22、23、46、55、110、115、230、253、506、1265和2530。
質因數分解，{\displaystyle 2\times 5\times 11\times 23}。
- 过剩数，真因數和為2654，盈度為124
  - 半完全数，和為本身的其中一組因數為1、 2、 5、 10、 11、 22、 110、 115、 230、 253、 506、 1265。
- 无平方数因数的数。
- 十进制的奢侈數。
- 梅坦斯函数零，利兰数

2533
- 合数，正因數有1、17、149和2533。
質因數分解，{\displaystyle 17\times 149}。
- 亏数，真因數和為167，虧度為2366
- 不尋常數，大於平方根的質因數為149。
- 半素数。
- 无平方数因数的数。
- 十进制的奢侈數。
- 梅坦斯函数零

2537
- 合数，正因數有1、43、59和2537。
質因數分解，{\displaystyle 43\times 59}。
- 亏数，真因數和為103，虧度為2434
- 不尋常數，大於平方根的質因數為59。
- 半素数。
- 无平方数因数的数。
- 十进制的等數位數。
- 梅坦斯函数零

2538
- 合数，正因數有1、2、3、6、9、18、27、47、54、94、141、282、423、846、1269和2538。
質因數分解，{\displaystyle 2\times 3^{3}\times 47}。
- 过剩数，真因數和為3222，盈度為684
  - 半完全数，和為本身的其中一組因數為2、 3、 6、 9、 27、 94、 282、 846、 1269。
- 十进制的奢侈數。
- 梅坦斯函数零

2539
- 第371個質數。
- 農曆有閏正月年份

2543
- 第372個質數。
- 索菲热尔曼质数

2549
- 第373個質數。
  - 孪生素数，為（2549、 2551）
- 索菲热尔曼质数

2550
- 合数，正因數有1、2、3、5、6、10、15、17、25、30、34、50、51、75、85、102、150、170、255、425、510、850、1275和2550。
質因數分解，{\displaystyle 2\times 3\times 5^{2}\times 17}。
- 过剩数，真因數和為4146，盈度為1596
- 普洛尼克数，為50與51的乘積。
- 十进制的奢侈數。
- 普洛尼克数

2552
- 合数，正因數有1、2、4、8、11、22、29、44、58、88、116、232、319、638、1276和2552。
質因數分解，{\displaystyle 2^{3}\times 11\times 29}。
- 过剩数，真因數和為2848，盈度為296
  - 半完全数，和為本身的其中一組因數為1、 8、 11、 22、 29、 44、 88、 116、 319、 638、 1276。
- 十进制的奢侈數。
- 前91个整数的欧拉函数和

2556
- 合数，正因數有1、2、3、4、6、9、12、18、36、71、142、213、284、426、639、852、1278和2556。
質因數分解，{\displaystyle 2^{2}\times 3^{2}\times 71}。
- 过剩数，真因數和為3996，盈度為1440
- 不尋常數，大於平方根的質因數為71。
- 十进制的奢侈數。
- 三角形数

2567
- 合数，正因數有1、17、151和2567。
質因數分解，{\displaystyle 17\times 151}。
- 亏数，真因數和為169，虧度為2398
- 不尋常數，大於平方根的質因數為151。
- 半素数。
- 无平方数因数的数。
- 十进制的奢侈數。
- 梅坦斯函数零

2568
- 合数，正因數有1、2、3、4、6、8、12、24、107、214、321、428、642、856、1284和2568。
質因數分解，{\displaystyle 2^{3}\times 3\times 107}。
- 过剩数，真因數和為3912，盈度為1344
  - 半完全数，和為本身的其中一組因數為107、 214、 321、 428、 642、 856。
- 不尋常數，大於平方根的質因數為107。
- 十进制的奢侈數。
- 梅坦斯函数零，十进制1000!或者说是所有从1到1000的自然数的乘积的位数

2570
- 合数，正因數有1、2、5、10、257、514、1285和2570。
質因數分解，{\displaystyle 2\times 5\times 257}。
- 亏数，真因數和為2074，虧度為496
- 不尋常數，大於平方根的質因數為257。
- 无平方数因数的数。
  - 楔形数。
- 十进制的奢侈數。
- 梅坦斯函数零

2579
- 第376個質數。
- 安全素数

2580
- 合数，正因數有1、2、3、4、5、6、10、12、15、20、30、43、60、86、129、172、215、258、430、516、645、860、1290和2580。
質因數分解，{\displaystyle 2^{2}\times 3\times 5\times 43}。
- 过剩数，真因數和為4812，盈度為2232
- 十进制的奢侈數。
- 基思数

2584
- 合数，正因數有1、2、4、8、17、19、34、38、68、76、136、152、323、646、1292和2584。
質因數分解，{\displaystyle 2^{3}\times 17\times 19}。
- 过剩数，真因數和為2816，盈度為232
  - 半完全数，和為本身的其中一組因數為1、 2、 8、 17、 19、 34、 38、 68、 136、 323、 646、 1292。
- 十进制的奢侈數。
- 斐波那契数，前37个质数和

2596
- 合数，正因數有1、2、4、11、22、44、59、118、236、649、1298和2596。
質因數分解，{\displaystyle 2^{2}\times 11\times 59}。
- 亏数，真因數和為2444，虧度為152
- 不尋常數，大於平方根的質因數為59。
- 十进制的奢侈數。
- 前92个整数的欧拉函数和

2600
- 合数，正因數有1、2、4、5、8、10、13、20、25、26、40、50、52、65、100、104、130、200、260、325、520、650、1300和2600。
質因數分解，{\displaystyle 2^{3}\times 5^{2}\times 13}。
- 过剩数，真因數和為3910，盈度為1310
- 十进制的奢侈數。
- 四面体数，和2601互为鲁斯-阿伦数对（第一定义）

2601
- 合数，正因數有1、3、9、17、51、153、289、867和2601。
質因數分解，{\displaystyle 3^{2}\times 17^{2}}。
- 亏数，真因數和為1390，虧度為1211
- 平方数，為51的平方。
- 十进制的奢侈數。
- {\displaystyle 51^{2}}，和2600互为鲁斯-阿伦数对（第一定义）

2620
- 合数，正因數有1、2、4、5、10、20、131、262、524、655、1310和2620。
質因數分解，{\displaystyle 2^{2}\times 5\times 131}。
- 过剩数，真因數和為2924，盈度為304
  - 半完全数，和為本身的其中一組因數為131、 524、 655、 1310。
- 不尋常數，大於平方根的質因數為131。
- 十进制的奢侈數。
- 和2924互为相亲数

2626
- 合数，正因數有1、2、13、26、101、202、1313和2626。
質因數分解，{\displaystyle 2\times 13\times 101}。
- 亏数，真因數和為1658，虧度為968
- 不尋常數，大於平方根的質因數為101。
- 无平方数因数的数。
  - 楔形数。
- 十进制的奢侈數。
- 十边形数

2628
- 合数，正因數有1、2、3、4、6、9、12、18、36、73、146、219、292、438、657、876、1314和2628。
質因數分解，{\displaystyle 2^{2}\times 3^{2}\times 73}。
- 过剩数，真因數和為4106，盈度為1478
- 不尋常數，大於平方根的質因數為73。
- 十进制的奢侈數。
- 三角形数

2632
- 合数，正因數有1、2、4、7、8、14、28、47、56、94、188、329、376、658、1316和2632。
質因數分解，{\displaystyle 2^{3}\times 7\times 47}。
- 过剩数，真因數和為3128，盈度為496
  - 半完全数，和為本身的其中一組因數為1、 2、 7、 28、 47、 56、 188、 329、 658、 1316。
- 十进制的奢侈數。
- number of consecutive baseball games played by Cal Ripken, Jr.

2634
- 合数，正因數有1、2、3、6、439、878、1317和2634。
質因數分解，{\displaystyle 2\times 3\times 439}。
- 过剩数，真因數和為2646，盈度為12
  - 半完全数，和為本身的其中一組因數為439、 878、 1317。
- 不尋常數，大於平方根的質因數為439。
- 佩服數，佩服因數為6。
- 无平方数因数的数。
  - 楔形数。
- 十进制的奢侈數。
- 農曆有閏正月年份

2641
- 合数，正因數有1、19、139和2641。
質因數分解，{\displaystyle 19\times 139}。
- 亏数，真因數和為159，虧度為2482
- 不尋常數，大於平方根的質因數為139。
- 半素数。
- 无平方数因数的数。
- 十进制的奢侈數。
- 中心五边形数

2647
- 第383個質數。
- 中心七边形数

2652
- 合数，正因數有1、2、3、4、6、12、13、17、26、34、39、51、52、68、78、102、156、204、221、442、663、884、1326和2652。
質因數分解，{\displaystyle 2^{2}\times 3\times 13\times 17}。
- 过剩数，真因數和為4404，盈度為1752
- 普洛尼克数，為51與52的乘積。
- 十进制的奢侈數。
- 普洛尼克数

2656
- 合数，正因數有1、2、4、8、16、32、83、166、332、664、1328和2656。
質因數分解，{\displaystyle 2^{5}\times 83}。
- 亏数，真因數和為2636，虧度為20
- 不尋常數，大於平方根的質因數為83。
- 十进制的等數位數。
- 前93个整数的欧拉函数和

2674
- 合数，正因數有1、2、7、14、191、382、1337和2674。
質因數分解，{\displaystyle 2\times 7\times 191}。
- 亏数，真因數和為1934，虧度為740
- 不尋常數，大於平方根的質因數為191。
- 无平方数因数的数。
  - 楔形数。
- 十进制的奢侈數。
- 九边形数

2677
- 第388個質數。
- 平衡质数

2680
- 合数，正因數有1、2、4、5、8、10、20、40、67、134、268、335、536、670、1340和2680。
質因數分解，{\displaystyle 2^{3}\times 5\times 67}。
- 过剩数，真因數和為3440，盈度為760
  - 半完全数，和為本身的其中一組因數為4、 5、 8、 10、 40、 134、 268、 335、 536、 1340。
- 不尋常數，大於平方根的質因數為67。
- 十进制的奢侈數。
- 11-皇后问题的解的个数

2689
- 第391個質數。
  - 孪生素数，為（2687、 2689）
- 梅坦斯函数零，普罗斯质数

2693
- 第392個質數。
- 索菲热尔曼质数

2699
- 第393個質數。
- 索菲热尔曼质数

2701
- 合数，正因數有1、37、73和2701。
質因數分解，{\displaystyle 37\times 73}。
- 亏数，真因數和為111，虧度為2590
- 不尋常數，大於平方根的質因數為73。
- 半素数。
- 无平方数因数的数。
- 十进制的等數位數。
- 三角形数，super-Poulet数

2702
- 合数，正因數有1、2、7、14、193、386、1351和2702。
質因數分解，{\displaystyle 2\times 7\times 193}。
- 亏数，真因數和為1954，虧度為748
- 不尋常數，大於平方根的質因數為193。
- 无平方数因数的数。
  - 楔形数。
- 十进制的奢侈數。
- 前94个整数的欧拉函数和

2704
- 合数，正因數有1、2、4、8、13、16、26、52、104、169、208、338、676、1352和2704。
質因數分解，{\displaystyle 2^{4}\times 13^{2}}。
- 过剩数，真因數和為2969，盈度為265
  - 半完全数，和為本身的其中一組因數為2、 8、 13、 16、 26、 104、 169、 338、 676、 1352。
- 平方数，為52的平方。
- 十进制的奢侈數。
- {\displaystyle 52^{2}}

2728
- 合数，正因數有1、2、4、8、11、22、31、44、62、88、124、248、341、682、1364和2728。
質因數分解，{\displaystyle 2^{3}\times 11\times 31}。
- 过剩数，真因數和為3032，盈度為304
  - 半完全数，和為本身的其中一組因數為2、 4、 8、 22、 31、 62、 88、 124、 341、 682、 1364。
- 十进制的奢侈數。
- 卡布列克数

2729
- 第398個質數。
  - 孪生素数，為（2729、 2731）
- highly cototient number

2731
- 第399個質數。
  - 孪生素数，為（2729、 2731）
- 瓦格斯塔夫质数

2736
- 合数，正因數有1、2、3、4、6、8、9、12、16、18、19、24、36、38、48、57、72、76、114、144、152、171、228、304、342、456、684、912、1368和2736。
質因數分解，{\displaystyle 2^{4}\times 3^{2}\times 19}。
- 过剩数，真因數和為5324，盈度為2588
- 十进制的奢侈數。
- 八面体数

2741
- 第400個質數。
- 索菲热尔曼质数

2744
- 合数，正因數有1、2、4、7、8、14、28、49、56、98、196、343、392、686、1372和2744。
質因數分解，{\displaystyle 2^{3}\times 7^{3}}。
- 过剩数，真因數和為3256，盈度為512
  - 半完全数，和為本身的其中一組因數為1、 2、 4、 7、 28、 49、 56、 196、 343、 686、 1372。
- 十进制的等數位數。
- {\displaystyle 14^{3}}

2747
- 合数，正因數有1、41、67和2747。
質因數分解，{\displaystyle 41\times 67}。
- 亏数，真因數和為109，虧度為2638
- 不尋常數，大於平方根的質因數為67。
- 半素数。
- 无平方数因数的数。
- 十进制的等數位數。
- 前38个质数和

### 2750至2999
2753
- 第402個質數。
- 索菲热尔曼质数，普罗斯质数

2756
- 合数，正因數有1、2、4、13、26、52、53、106、212、689、1378和2756。
質因數分解，{\displaystyle 2^{2}\times 13\times 53}。
- 亏数，真因數和為2536，虧度為220
- 不尋常數，大於平方根的質因數為53。
- 普洛尼克数，為52與53的乘積。
- 十进制的奢侈數。
- 普洛尼克数

2774
- 合数，正因數有1、2、19、38、73、146、1387和2774。
質因數分解，{\displaystyle 2\times 19\times 73}。
- 亏数，真因數和為1666，虧度為1108
- 不尋常數，大於平方根的質因數為73。
- 无平方数因数的数。
  - 楔形数。
- 十进制的奢侈數。
- 前95个整数的欧拉函数和

2775
- 合数，正因數有1、3、5、15、25、37、75、111、185、555、925和2775。
質因數分解，{\displaystyle 3\times 5^{2}\times 37}。
- 亏数，真因數和為1937，虧度為838
- 十进制的奢侈數。
- 三角形数

2780
- 合数，正因數有1、2、4、5、10、20、139、278、556、695、1390和2780。
質因數分解，{\displaystyle 2^{2}\times 5\times 139}。
- 过剩数，真因數和為3100，盈度為320
  - 半完全数，和為本身的其中一組因數為139、 556、 695、 1390。
- 不尋常數，大於平方根的質因數為139。
- 十进制的奢侈數。
- Mian-Chowla数列成员

2783
- 合数，正因數有1、11、23、121、253和2783。
質因數分解，{\displaystyle 11^{2}\times 23}。
- 亏数，真因數和為409，虧度為2374
- 十进制的奢侈數。
- 和2784互为鲁斯-阿伦数对（第一定义）

2784
- 合数，正因數有1、2、3、4、6、8、12、16、24、29、32、48、58、87、96、116、174、232、348、464、696、928、1392和2784。
質因數分解，{\displaystyle 2^{5}\times 3\times 29}。
- 过剩数，真因數和為4776，盈度為1992
- 十进制的奢侈數。
- 和2783互为鲁斯-阿伦数对（第一定义）

2791
- 第406個質數。
  - 孪生素数，為（2789、 2791）
- 立方质数

2806
- 合数，正因數有1、2、23、46、61、122、1403和2806。
質因數分解，{\displaystyle 2\times 23\times 61}。
- 亏数，真因數和為1658，虧度為1148
- 不尋常數，大於平方根的質因數為61。
- 无平方数因数的数。
  - 楔形数。
- 十进制的奢侈數。
- 中心五边形数，前96个整数的欧拉函数和

2809
- 合数，正因數有1、53和2809。
質因數分解，{\displaystyle 53^{2}}。
- 亏数，真因數和為54，虧度為2755
- 半素数。
- 平方数，為53的平方。
- 十进制的節儉數。
- {\displaystyle 53^{2}}，中心八边形数

2819
- 第410個質數。
- 索菲热尔曼质数，安全素数

2821
- 合数，正因數有1、7、13、31、91、217、403和2821。
質因數分解，{\displaystyle 7\times 13\times 31}。
- 亏数，真因數和為763，虧度為2058
- 无平方数因数的数。
  - 楔形数。
- 十进制的奢侈數。
- 卡迈克尔数

2835
- 合数，正因數有1、3、5、7、9、15、21、27、35、45、63、81、105、135、189、315、405、567、945和2835。
質因數分解，{\displaystyle 3^{4}\times 5\times 7}。
- 过剩数，真因數和為2973，盈度為138
- 十进制的等數位數。
- 奇过剩数，十边形数

2843
- 第413個質數。
- 中心七边形数

2850
- 合数，正因數有1、2、3、5、6、10、15、19、25、30、38、50、57、75、95、114、150、190、285、475、570、950、1425和2850。
質因數分解，{\displaystyle 2\times 3\times 5^{2}\times 19}。
- 过剩数，真因數和為4590，盈度為1740
- 十进制的奢侈數。
- 三角形数

2862
- 合数，正因數有1、2、3、6、9、18、27、53、54、106、159、318、477、954、1431和2862。
質因數分解，{\displaystyle 2\times 3^{3}\times 53}。
- 过剩数，真因數和為3618，盈度為756
  - 半完全数，和為本身的其中一組因數為1、 6、 18、 27、 53、 54、 318、 954、 1431。
- 普洛尼克数，為53與54的乘積。
- 十进制的奢侈數。
- 普洛尼克数

2870
- 合数，正因數有1、2、5、7、10、14、35、41、70、82、205、287、410、574、1435和2870。
質因數分解，{\displaystyle 2\times 5\times 7\times 41}。
- 过剩数，真因數和為3178，盈度為308
  - 半完全数，和為本身的其中一組因數為1、 2、 5、 10、 35、 41、 70、 82、 205、 410、 574、 1435。
- 无平方数因数的数。
- 十进制的奢侈數。
- 正方形底金字塔数

2871
- 合数，正因數有1、3、9、11、29、33、87、99、261、319、957和2871。
質因數分解，{\displaystyle 3^{2}\times 11\times 29}。
- 亏数，真因數和為1809，虧度為1062
- 十进制的奢侈數。
- 九边形数

2872
- 合数，正因數有1、2、4、8、359、718、1436和2872。
質因數分解，{\displaystyle 2^{3}\times 359}。
- 亏数，真因數和為2528，虧度為344
- 不尋常數，大於平方根的質因數為359。
- 十进制的奢侈數。
- tetranacci数

2879
- 第417個質數。
- 安全素数

2880
- 合数，正因數有1、2、3、4、5、6、8、9、10、12、15、16、18、20、24、30、32、36、40、45、48、60、64、72、80、90、96、120、144、160、180、192、240、288、320、360、480、576、720、960、1440和2880。
質因數分解，{\displaystyle 2^{6}\times 3^{2}\times 5}。
- 过剩数，真因數和為7026，盈度為4146
- 十进制的奢侈數。
- 最小且剛好42個因數的數

2888
- 合数，正因數有1、2、4、8、19、38、76、152、361、722、1444和2888。
質因數分解，{\displaystyle 2^{3}\times 19^{2}}。
- 亏数，真因數和為2827，虧度為61
- 十进制的奢侈數。
- 阿喀琉斯數

2897
- 第419個質數。
- 马尔可夫数

2902
- 合数，正因數有1、2、1451和2902。
質因數分解，{\displaystyle 2\times 1451}。
- 亏数，真因數和為1454，虧度為1448
- 不尋常數，大於平方根的質因數為1451。
- 半素数。
- 无平方数因数的数。
- 十进制的奢侈數。
- 前97个整数的欧拉函数和

2903
- 第420個質數。
- 索菲热尔曼质数，安全素数，平衡质数

2914
- 合数，正因數有1、2、31、47、62、94、1457和2914。
質因數分解，{\displaystyle 2\times 31\times 47}。
- 亏数，真因數和為1694，虧度為1220
- 无平方数因数的数。
  - 楔形数。
- 十进制的奢侈數。
- 前39个质数和

2916
- 合数，正因數有1、2、3、4、6、9、12、18、27、36、54、81、108、162、243、324、486、729、972、1458和2916。
質因數分解，{\displaystyle 2^{2}\times 3^{6}}。
- 过剩数，真因數和為4735，盈度為1819
- 平方数，為54的平方。
- 十进制的等數位數。
- {\displaystyle 54^{2}}

2924
- 合数，正因數有1、2、4、17、34、43、68、86、172、731、1462和2924。
質因數分解，{\displaystyle 2^{2}\times 17\times 43}。
- 亏数，真因數和為2620，虧度為304
- 十进制的奢侈數。
- 和2620互为相亲数

2925
- 合数，正因數有1、3、5、9、13、15、25、39、45、65、75、117、195、225、325、585、975和2925。
質因數分解，{\displaystyle 3^{2}\times 5^{2}\times 13}。
- 亏数，真因數和為2717，虧度為208
- 十进制的奢侈數。
- n×n幻方的magic constant和n = 18的n-皇后问题，四面体数，Mian-Chowla数列成员

2926
- 合数，正因數有1、2、7、11、14、19、22、38、77、133、154、209、266、418、1463和2926。
質因數分解，{\displaystyle 2\times 7\times 11\times 19}。
- 亏数，真因數和為2834，虧度為92
- 无平方数因数的数。
- 十进制的奢侈數。
- 三角形数

2939
- 第424個質數。
- 索菲热尔曼质数

2944
- 合数，正因數有1、2、4、8、16、23、32、46、64、92、128、184、368、736、1472和2944。
質因數分解，{\displaystyle 2^{7}\times 23}。
- 过剩数，真因數和為3176，盈度為232
  - 半完全数，和為本身的其中一組因數為1、 4、 8、 16、 23、 32、 64、 92、 128、 368、 736、 1472。
- 十进制的等數位數。
- 前98个整数的欧拉函数和

2963
- 第427個質數。
- 索菲热尔曼质数，安全素数，平衡质数

2965
- 合数，正因數有1、5、593和2965。
質因數分解，{\displaystyle 5\times 593}。
- 亏数，真因數和為599，虧度為2366
- 不尋常數，大於平方根的質因數為593。
- 半素数。
- 无平方数因数的数。
- 十进制的等數位數。
- greater of 2nd pair of Smith brothers

2969
- 第428個質數。
  - 孪生素数，為（2969、 2971）
- 索菲热尔曼质数

2970
- 合数，正因數有1、2、3、5、6、9、10、11、15、18、22、27、30、33、45、54、55、66、90、99、110、135、165、198、270、297、330、495、594、990、1485和2970。
質因數分解，{\displaystyle 2\times 3^{3}\times 5\times 11}。
- 过剩数，真因數和為5670，盈度為2700
- 歐爾調和數，因數调和平均数為11。
- 普洛尼克数，為54與55的乘積。
- 十进制的奢侈數。
- 调和数，普洛尼克数

2976
- 合数，正因數有1、2、3、4、6、8、12、16、24、31、32、48、62、93、96、124、186、248、372、496、744、992、1488和2976。
質因數分解，{\displaystyle 2^{5}\times 3\times 31}。
- 过剩数，真因數和為5088，盈度為2112
- 十进制的奢侈數。
- 中心五边形数

2983
- 合数，正因數有1、19、157和2983。
質因數分解，{\displaystyle 19\times 157}。
- 亏数，真因數和為177，虧度為2806
- 不尋常數，大於平方根的質因數為157。
- 半素数。
- 无平方数因数的数。
- 十进制的奢侈數。

2997
- 合数，正因數有1、3、9、27、37、81、111、333、999和2997。
質因數分解，{\displaystyle 3^{4}\times 37}。
- 亏数，真因數和為1601，虧度為1396
- 十进制的等數位數。
- chiliagonal数

2999
- 第430個質數。
  - 孪生素数，為（2999、 3001）
- 安全素数